# Продан Ігор Вячеславович
Ігор Вячеславович Продан (нар. 29 лютого 1976, Київ) — український футболіст, відомий за виступами у київське «Динамо», «Оболонь», «Закарпаття» та низці інших українських клубів. Майстер спорту України. Натепер працює тренером аматорського клубу «Єдність».

## Клубна кар'єра
Ігор Продан починав свою футбольну кар'єру в академії київського «Динамо» під керівництвом Олександра Шпакова, його одноклубниками були Андрій Шевченко, що став володарем «Золотого м'яча», Ігор Костюк, В'ячеслав Кернозенко, Володимир Анікеєв та Олександр Голоколосов. Після закінчення занять у академії столичного клубу грав спочатку за третю команду клубу, яка брала участь у аматорській першості України, а пізніше три сезони провів у «Динамо-2», яке виступало у першій українській лізі. Після «Динамо» продовжив грати в київській «Оболоні», де у першому проведеному сезоні зіграв 15 матчів та забив у них 7 м'ячів. У другому сезоні до свого доробку додав ще 11 матчів та 3 голи, і перейшов до кременчуцького «Кременя», що виступав тоді у першій лізі. Але за «Кремінь» провів лише один сезон, і, хоча за клуб Продану вдалося відзначитися 10 м'ячами у 35 матчах, він покидає Кременчук, та переходить до також першолігового охтирського «Нафтовика». Уперше за охтирців Продан зіграв у сезоні 29 матчів, у яких відзначився 11 разів, та транзитом через вищолігову кіровоградську «Зірку», у якій провів лише 1 матч, перейшов до клубу із сусідніх Сум, що також виступав у першій лізі. За клуб «Явір-Суми» Продан провів лише половину сезону, та повернувся до Охтирки. У середині 2000 року Ігорю Продану надходить пропозиція від ужгородського клубу «Закарпаття», що за допомогою вихованців «Динамо» намагався пробитися до найвищого ешелону українського футболу. Завдання клуб виконав, і Ігор Продан провів за ужгородців свій перший сезон у вищій лізі українського футболу, ставши найкращим бомбардиром ужгородців того сезону (8 м'ячів у 23 іграх). Але закарпатці вибули з вищої ліги, і Продан приймає пропозицію від свого колишнього клубу — столичної «Оболоні», що пробилась у найвищий дивізіон. За столичний клуб Ігор Продан провів два з половиною сезони, з перервою на виступи у «Арсеналі» з Харкова, у яких зіграв у 50 матчах та відзначився 12 разів. Далі нападник ще півсезону провів у «Закарпатті», і повернувся до Харкова, до клубу, який був перейменований на ФК «Харків». Але там провів лише 1 матч у вищому дивізіоні, та перейшов до луцької «Волині», де також надовго не затримався. Після цього у кар'єрі Продана були ще виступи за нижчолігові «Єдність» та луганський «Комунальник». Із луганським клубом Ігор Продан виграв турнір у другій лізі, але менш ніж за півроку команда знялася із чемпіонату в першій лізі. Після цього Ігор Продан у 2009 році перейшов до аматорського футбольного клубу «Діназ», де брав участь у чемпіонаті Київської області з футболу. Через 4 роки увійшов до тренерського штабу цього аматорського пристоличного клубу, очоливши його молодіжну команду. На початку 2016 очолив і дорослу команду. Завоювавши з командою 11 призових місць, з 6 - перемоги в чемпіонатах Києва і престижних аматорских турнірах, в липні 2017 року розпрощався з «Діназом» і очолив плисківську «Єдність», що виступає в аматорському чемпіонаті України